# Политическое устройство Туркменистана
Туркменистан  — унитарная республика президентского типа.
Конституция принята в 1992 году, поправки вносились в 1995, 1999, 2003, 2006 и 2008 году. (см. Конституция Туркменистана).

## Президент
Президент Туркменистана является главой государства и исполнительной власти, высшим должностным лицом Туркменистана, выступает гарантом национальной независимости и статуса нейтралитета Туркменистана, территориальной целостности, соблюдения Конституции и международных соглашений. Он осуществляет высшую государственную власть в республике наряду с Меджлисом, Кабинетом министров и Верховным казыетом.
Президент избирается всеобщим прямым тайным голосованием сроком на пять лет. Количество президентских сроков не ограничено.
Полномочия президента:
1. Проводит в жизнь Конституцию и законы;
2. Руководит осуществлением внешней политики, представляет Туркменистан в отношениях с другими государствами, назначает и отзывает послов и других дипломатических представителей Туркменистана в иностранных государствах, при межгосударственных и международных организациях, принимает верительные и отзывные грамоты дипломатических представителей иностранных государств;
3. является Верховным Главнокомандующим Вооружёнными Силами Туркменистана, отдаёт распоряжения о всеобщей или частичной мобилизации, использовании вооружённых Сил, изменении их мест дислокации, приведении их в боевое состояние с последующим рассмотрением этих действий Халк Маслахаты, назначает высшее командование Вооружённых Сил, руководит деятельностью Совета государственной безопасности Туркменистана;
4. представляет на рассмотрение и утверждение Меджлиса государственный бюджет и отчет о его исполнении;
5. подписывает законы; вправе не позднее чем в двухнедельный срок, используя право отлагательного вето, возвратить закон со своими возражениями в Меджлис для повторного обсуждения и голосования. Если Меджлис большинством в две трети голосов депутатов подтвердит ранее принятое им решение, президент Туркменистана подписывает закон. Президент Туркменистана не обладает правом отлагательного вето в отношении законов об изменениях и дополнениях в Конституцию, принятых на Халк Маслахаты;
6. назначает по решению Халк Маслахаты даты проведения референдумов, вправе досрочно созвать сессию Меджлиса;
7. решает вопросы о приёме в гражданство и выхода из гражданства Туркменистана, предоставления убежища;
8. награждает орденами и другими наградами Туркменистана, присваивает почётные, воинские, иные специальные государственные звания и отличия;
9. с согласия Меджлиса назначает и освобождает от должности председателя Верховного казыета, Генерального прокурора, министра внутренних дел, министра юстиции;
10. осуществляет помилование и амнистию;
11. вводит в интересах обеспечения безопасности граждан чрезвычайное положение на всей территории или в отдельных местностях Туркменистана. Режим чрезвычайного положения регламентируется соответствующим законом Туркменистана;
12. решает другие вопросы, отнесенные к его ведению Конституцией и законами.

Полномочия президента Туркменистана могут быть прекращены в случае:
- невозможности выполнения им своих обязанностей по болезни (решение принимается не менее чем двумя третями голосов членов Халк Маслахаты);
- нарушения президентом Туркменистана Конституции и законов (в этом случае не менее чем двумя третями голосов членов Халк Маслахаты принимается решение о недоверии президенту Туркменистана и о проведении референдума по прекращению его полномочий).

Если президент по тем или иным причинам не может исполнять свои обязанности, впредь до избрания нового президента на основании решения Государственного совета безопасности на должность временно исполняющего обязанности президента Туркменистана назначается заместитель председателя кабинета Министров Туркменистана. Выборы президента в этом случае должны быть проведены не позднее 60 дней со дня перехода его полномочий к временно исполняющему обязанности президента Туркменистана.
Должность президента Туркменистана была учреждена 27 октября 1990 года.

## Парламент
См. Парламент Туркменистана

## Местное самоуправление
Страна разделена на велаяты.